# 펠트바흐군

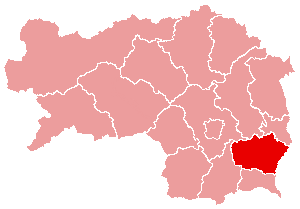
펠트바흐군의 위치

펠트바흐군(독일어: Bezirk Feldbach)은 과거 오스트리아 슈타이어마르크주에 존재했던 군으로 행정 중심지는 펠트바흐이며 면적은 727.3km2, 인구는 67,200명(2001년 기준), 인구 밀도는 92명/km2이다.
남쪽으로는 라트커스부르크군, 서쪽으로는 라이프니츠군, 북쪽으로는 그라츠움게붕군, 바이츠군, 퓌르스텐펠트군, 동쪽으로는 부르겐란트주 예너스도르프군과 접하고 있었다. 2013년 1월 1일에 펠트바흐군과 라트커스부르크군이 쥐트오스트슈타이어마르크군으로 합병되면서 폐지되었다.

## 하위 행정 구역
2개 도시, 4개 시장도시, 49개 일반 시를 관할했다.
- 도시
  - 페링(Fehring)
  - 펠트바흐(Feldbach)
- 시장도시
  - 야거스베르크(Jagerberg)
  - 키르히바흐임슈타이어마르크(Kirchbach in Steiermark)
  - 리거스부르크(Riegersburg)
  - 장크트슈테판임로젠탈(Sankt Stefan im Rosental)
- 일반 시
  - 아우어스바흐(Auersbach)
  - 아우크라디슈(Aug-Radisch)
  - 바트글라이헨베르크(Bad Gleichenberg)
  - 바이리슈쾰도르프(Bairisch Kölldorf)
  - 바움가르텐바이그나스(Baumgarten bei Gnas)
  - 브라이텐펠트안데어리츠샤인(Breitenfeld an der Rittschein)
  - 에델스바흐바이펠트바흐(Edelsbach bei Feldbach)
  - 에델슈타우덴(Edelstauden)
  - 아이히쾨글(Eichkögl)
  - 플라트니츠임랍탈(Fladnitz im Raabtal)
  - 프라나흐(Frannach)
  - 프루텐기셀스도르프(Frutten-Gießelsdorf)
  - 글로야흐(Glojach)
  - 그나스(Gnas)
  - 그니빙바이센바흐(Gniebing-Weißenbach)
  - 고센도르프(Gossendorf)
  - 그라버스도르프(Grabersdorf)
  - 하첸도르프(Hatzendorf)
  - 호엔브루크바인베르크(Hohenbrugg-Weinberg)
  - 욘스도르프브룬(Johnsdorf-Brunn)
  - 카펜슈타인(Kapfenstein)
  - 키르히베르크안데어라프(Kirchberg an der Raab)
  - 콜베르크(Kohlberg)
  - 코른베르크바이리거스부르크(Kornberg bei Riegersburg)
  - 크루스도르프(Krusdorf)
  - 라이터스도르프임랍탈(Leitersdorf im Raabtal)
  - 뢰더소도르프(Lödersdorf)
  - 마이어도르프(Maierdorf)
  - 메르켄도르프(Merkendorf)
  - 미터라빌(Mitterlabill)
  - 뮐도르프바이펠트바흐(Mühldorf bei Feldbach)
  - 오버도르프암호헤크(Oberdorf am Hochegg)
  - 오버스토르하(Oberstorcha)
  - 팔다우(Paldau)
  - 페를스도르프(Perlsdorf)
  - 페르틀슈타인(Pertlstein)
  - 페터스도르프 II(Petersdorf II)
  - 피르힝암트라우엔베르크(Pirching am Traubenberg)
  - 포펜도르프(Poppendorf)
  - 라바우(Raabau)
  - 라닝(Raning)
  - 장크트아나암아이겐(Sankt Anna am Aigen)
  - 슈바르차우임슈바르차우탈(Schwarzau im Schwarzautal)
  - 슈타인츠바이슈트라덴(Stainz bei Straden)
  - 슈투덴첸(Studenzen)
  - 트라우트만스도르프인오스트슈타이어마르크(Trautmannsdorf in Oststeiermark)
  - 운터아우어스바흐(Unterauersbach)
  - 운터람(Unterlamm)
  - 체를라흐(Zerlach)